# Pappenheimer
Jörg Ringleb (né le 24 octobre 1983 à Wurtzbourg), mieux connu sous le nom de scène Pappenheimer, est un musicien allemand de musique électronique.

## Biographie
Pappenheimer dit être venu au DJing à l'âge de 14 ans, il commence par le hip-hop, puis passe au breakbeat et à la techno. Un événement clé est la rave party au Hafentunnel de Francfort en 2001, au cours de laquelle DJ Rush le convainc tellement qu'il a lui-même essayé de mixer. Il commence à se faire lentement un nom. Parmi ses plus grands succès, il initie les événements Abfahrt au club Airport de Wurtzbourg. Il joue également lors de plusieurs grands événements de techno tels que Nature One, où il joue notamment cinq sets en 2015.
Après avoir publié quelques morceaux sur des albums auto-produits sur Internet à partir de 2008, son premier album Time Travel sort en 2015 chez ZYX Music, suivi en 2018 par son deuxième album Stolen Memory. L'album atteint la 25e place des charts allemands le 27 juillet 2018. 

## Discographie

### Albums studio
- 2015 : Time Travel (ZYX Music)
- 2018 : Stolen Memory (ZYX Music) (25e en Allemagne[4])

### Mixtapes
- 2008 : Melodien für die Ewigkeit (Nightgen Records)
- 2010 : Das Beste aus dem Frankenlande (Nightgen Records)
- 2011 : In der Rille liegt die Kraft (Nightgen Records)
- 2015 : Weekend (avec Linus Quick, Italo Business)
- 2018 : Between Time and Memory (ZYX Music)

### Singles
- 2017 : Wet Feather (avec Felix Bernhardt)
- 2017 : Please EP (avec Matt Mus)
- 2017 : Spring Splash
- 2017 : Get Up Pt. 2
- 2017 : Bro
- 2019 : Vision (avec Matt Mus)